# Kluczyce
Kluczyce – wieś sołecka w Polsce położona w województwie świętokrzyskim, w powiecie włoszczowskim, w gminie Secemin.
W latach 1975–1998 miejscowość administracyjnie należała do województwa częstochowskiego.

## Części wsi
| SIMC    | Nazwa    | Rodzaj     |
| ------- | -------- | ---------- |
| 0145483 | Daleszec | przysiółek |
| 0145371 | Gródek   | przysiółek |

## Historia
Kluczyce w wieku XIX opisano jako wsi: 
- Kluczyce pierwsze wieś w powiecie włoszczowskim, gminie Secemin, parafii Dzierzgów[7]. W XV w. były dziedzictwem Jana Andrzeja Prandoty herbu Dębno (Długosz L.B. t.I s20 i t.II s.99).
- Kluczyce drugie wieś w  powiecie włoszczowskim, gminie Secemin, parafii Kuczków[7].